# Haroldo Maranhão
Haroldo Lima Maranhão (Belém, 7 de agosto de 1927 — Rio de Janeiro, 15 de julho de 2004) foi um escritor, jornalista e advogado brasileiro.
Além dos contos, sua produção literária ganhou destaque com as recriações históricas, como em O tetraneto Del Rey, quando volta ao período colonial, inspirado pelo romance píncaro e pelo barroco espanhol, e o Memorial do Fim. Nele, Maranhão revisita ficcionalmente o ambiente que cercava Machado de Assis às vésperas da morte em 1908. Em Cabelos no Coração, considerada por Antonio Houaiss obra-prima, para narrar as aventuras de Felipe Patroni, personagem da História do Pará, Haroldo Maranhão constrói um texto ficcional fundamentado na intertextualidade, deixando perceber influências e diálogos com a literatura de Rabelais, Gregório de Matos e Guimarães Rosa.

## Biografia
Haroldo Maranhão foi jornalista desde os 13 anos de idade, trabalhando como repórter de polícia no jornal Folha do Norte, de propriedade de seu avô, Paulo Maranhão.
Fundou e dirigiu o Suplemento Arte Literatura desse jornal.
Formou-se pela Faculdade de Direito do Pará (posteriormente encampada pela Universidade Federal do Pará, com a criação desta em 1957).
Após a Segunda Guerra Mundial (1939-1945), em Belém alguns jovens poetas tristes com o mundo, juntaram-se à geração popular do romancista Dalcídio Jurandir. Estes são chamados de "Os novíssimos" ou "O Grupo dos Novos” ("os jovens intelectuais do Pará") que representam a segunda geração de modernistas do estado, que juntos escreveram no período de 1946 à 1951 para o jornal Folha do Norte (seção Suplemento Literário Arte-Literatura), entre eles estão: Cauby Cruz (1926), Haroldo Maranhão (1927), Benedito Nunes (1929), Max Martins (1926), Alonso Rocha (1926), Floriano Jaime (1924) e, Mário Faustino (1930). Jurandyr Bezerra (1928), Maurício Rodrigues (1932).
Na década de 1950, fundou a Livraria Dom Quixote, que se tornou ponto de encontro de intelectuais paraenses, tais como seus amigos Mário Faustino, Max Martins e Benedito Nunes.

## Obra publicada
- 1968 - A Estranha Xícara
- 1975 - Chapéu de Três Bicos
- 1980 - Voo de Galinha
- 1981 - A Morte de Haroldo Maranhão
- 1982 - O Tetraneto Del Rey — O Torto: suas idas e vindas
- 1983 - As Peles Frias
- 1983 - Flauta de Bambu
- 1983 - Os Anões
- 1983 - A Porta Mágica
- 1986 - Jogos Infantis
- 1987 - Rio de Raivas
- 1989 - Senhores & Senhoras
- 1990 - Cabelos no Coração
- 1991 - Memorial do Fim
- 1992 - Miguel, Miguel (novela)
- 1998 - Querido Ivan (Cartas)
- 1998 - Dicionário de Futebol
- 2000 - Pará, Capital: Belém - Memória & Pessoas & Coisas & Loisas da cidade
- 2005 - Feias, Quase Cabeludas (Contos) - Seleção de Benedito Nunes

## Obra inédita
- Suíte policial - romance
- Guerrilheiros do vento - romance juvenil
- A respiração das palavras - contos
- O Sol é azul - infantil
- O menino que comia letras - infantil
- O que eu contei a Theodoro -
- As carnes quebradas - Peça teatral

## Prémios
- Prêmio União Brasileira de Escritores - SP
- Prêmio Guimarães Rosa
- "Hors Concours" do Prêmio Fernando Chinaglia
- Prêmio Instituto Nacional do Livro
- Prêmio Nacional Mobral de Crônicas e Contos
- Prêmio José Lins do Rego
- Prêmio Vértice de Literatura

## Honrarias
- Medalha Francisco Caldeira Castelo Branco (Prefeitura de Belém)